# レコードプレーヤー

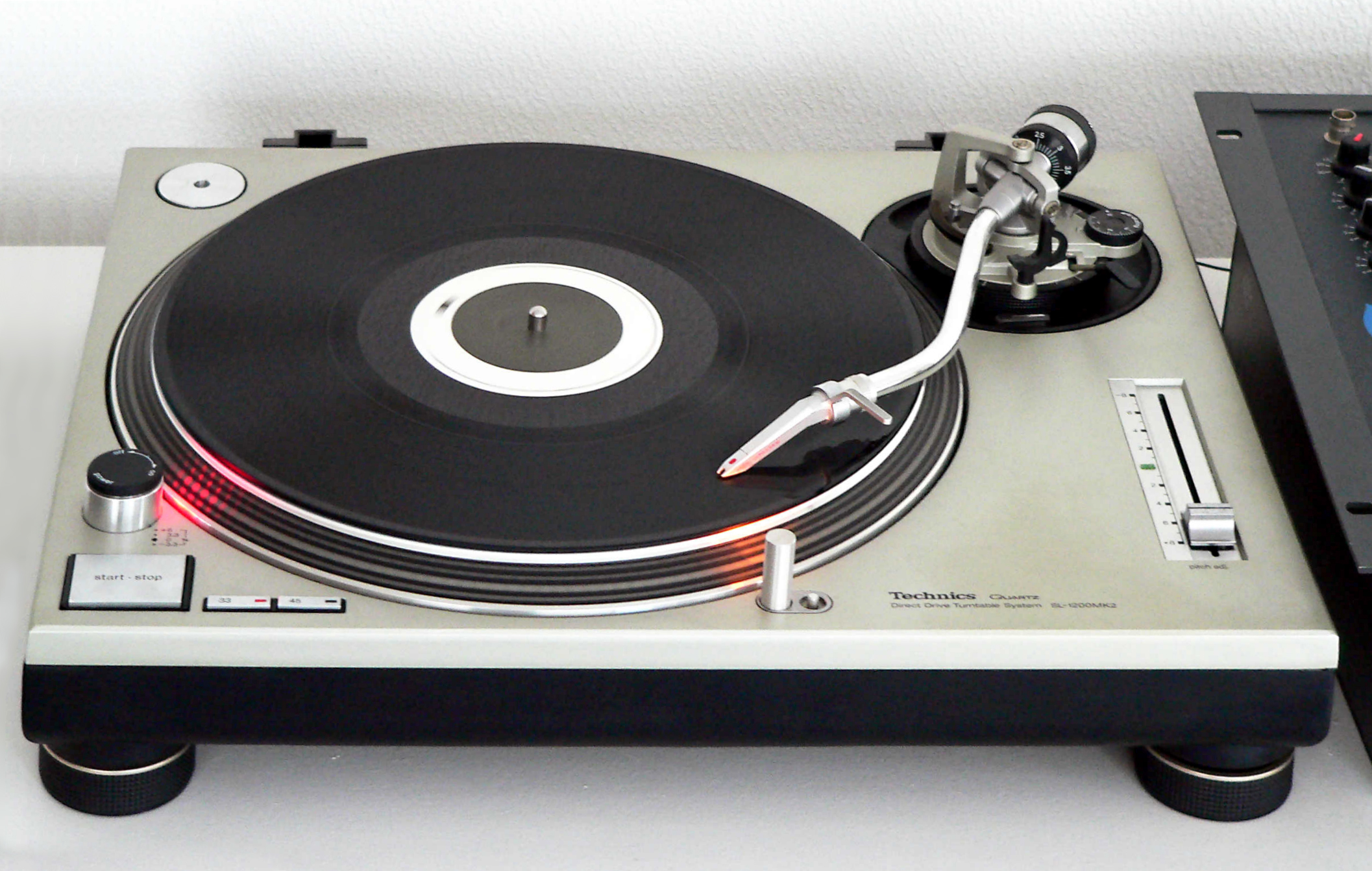
Technics SL-1200Mk2 ターンテーブル

レコードプレーヤー（英語: record player, turntable）は、アナログレコードを再生する音響機器である。蓄音機（アメリカ英語: phonograph、イギリス英語: gramophone）とも。古くは蓄音機と称した。用語としては、SP盤（もしくは初期の蝋管レコード）専用のものを「蓄音機」（駆動と音声信号の再生に電気を利用するものは「電気蓄音機」、略して「電蓄」）、LPレコードがかけられるもの（初期アメリカでは45回転専用プレーヤーもあった）を「レコードプレーヤー」と呼んでいる。最近ではDJ（ディスクジョッキー）用語から「ターンテーブル」と呼ぶ事が多い。
基本構造としては、レコードを載せて回転させるターンテーブル、レコード表面の音溝の振幅を拾うピックアップ（電気信号に変換する機能も含む）、ピックアップ部が取り付けられたトーンアームが一体化されている。

## 概要

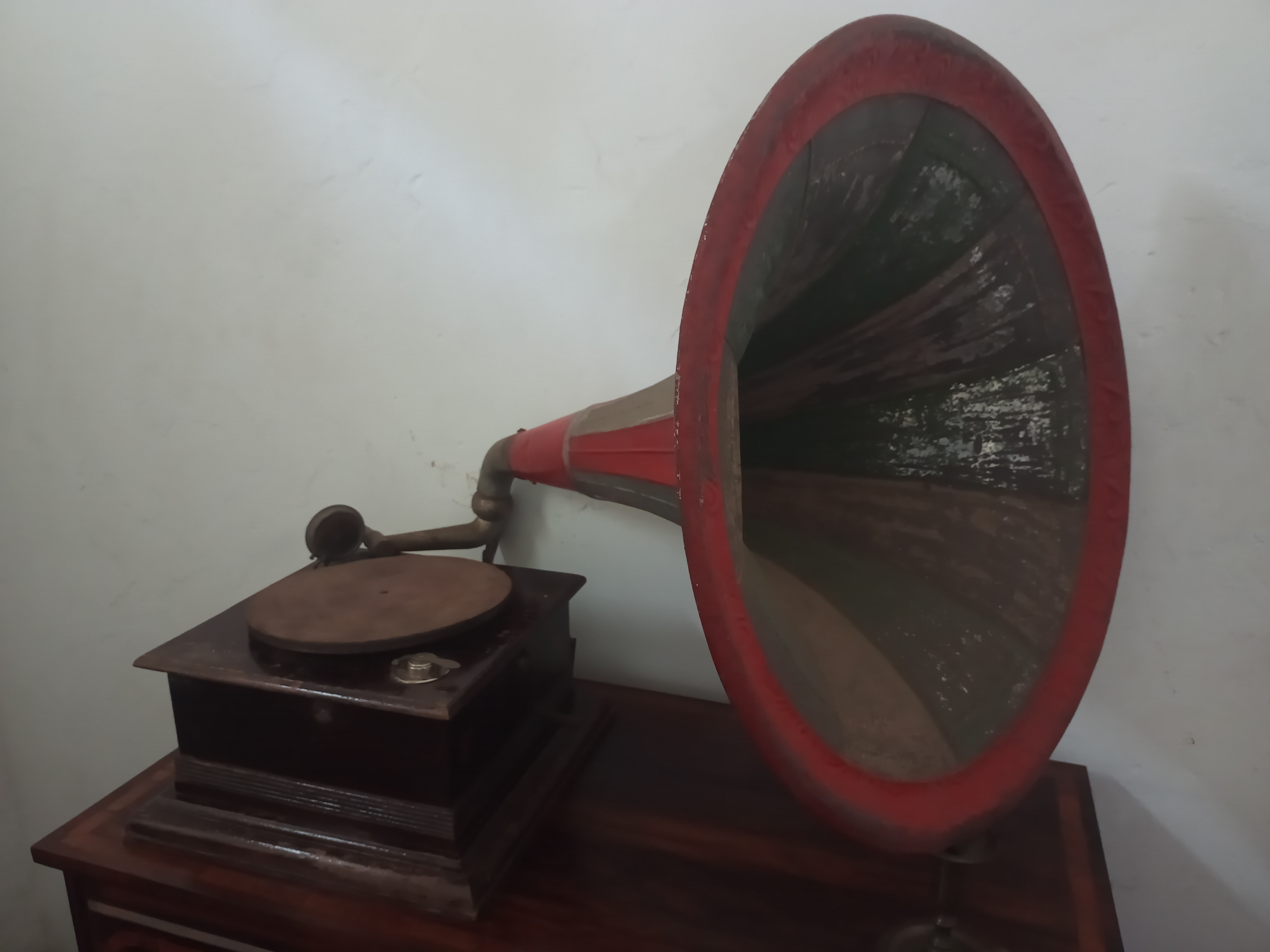

レコードプレーヤーから出力される信号は微弱であるため、オーディオアンプ（プリアンプ、パワーアンプ、初期には専用端子付きのラジオ）で増幅して、最終的に人間に聞こえる音圧レベルの音声信号としてスピーカーやヘッドフォンなどに出力する。
レコードプレーヤーとは前述のように、コンポの一機器として、アンプに微弱な信号だけを出力するが、イコライザーアンプ（後述）を含むプリアンプを備え、カセットデッキなどの出力信号と同等の強さの信号を出力するものもある。
かつてコンポなどがなかった頃は、プレーヤーといえば、パワーアンプとスピーカを備え、単独でレコード再生できる一体型機器を指した。その中で小型で移動可能なものをポータブル（プレーヤー）と呼んでいた。また、SP盤時代を引きずった1960年代初頭あたりまでは、LPレコード用であっても電蓄（電気蓄音機の略）と呼ばれることも多かった。
現在ではレーザー光で音溝を読み取る非接触型のレコードプレーヤーも商品化されている。

## 構成

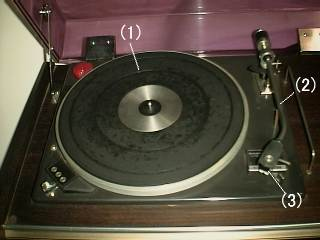
(1) ターンテーブル、 (2) トーンアーム、 (3) ピックアップ（カートリッジ）

レコードプレーヤーは次のような主要部分からなる。
1. ターンテーブル
2. トーンアーム
3. ピックアップ（カートリッジ）
4. 筐体（キャビネット）

ピックアップは、交換可能なモジュールになっているカートリッジ式であることが多い。ピックアップ・カートリッジ、もしくは単にカートリッジと呼ばれる。トーンアームと一体になっていて交換できないものもピックアップまたはカートリッジと呼ばれることがある。

### ターンテーブル
レコード盤を水平に載せて（例外的な一部プレーヤーは角度を選ばない）、一定速度で回転する回転台。台の部分をプラッターもしくはターンテーブル、駆動部をフォノモータと呼ぶ。一般に使われる回転数は、16 2/3・33 1/3（LP盤）・45（EP盤）・78（SP盤）rpmである。ただし近年の製品に16 2/3回転と78回転のSP盤対応機は少ない。またSP盤の再生には専用カートリッジ（もしくは専用交換針）が必要である。
初期の蓄音機はぜんまいばねを手回しで巻く事によりターンテーブルを駆動し、ガバナーと呼ばれる仕組みで一定速度の回転を得ていた。電気を使うものはモータ（電動機）で駆動するが、レコード盤を自動的に一定速度で回転させるためにはモータの回転数を規整しなければならない。初期には電力会社の供給する交流電源の商用電源周波数 (50/60Hz) を基準として、同期モータで一定回転を得ていた。この場合は電源周波数の異なる東日本/西日本を移動する場合に、回転数に対応した調整改造を受ける必要があった。以後、モータサーボ回路やPLLなどの電子技術によって独自にモータの回転数を制御できるようになり、回転数の安定とレコード盤に応じた回転数切り替えなどもモータ側で行えるようになった。また、現在でも安価なもの、および一部のプレーヤー（特にDJ用）には手動式で回転数を調整出来るものがある。
回転をプラッターに伝えるための方法として次のような方式がある。

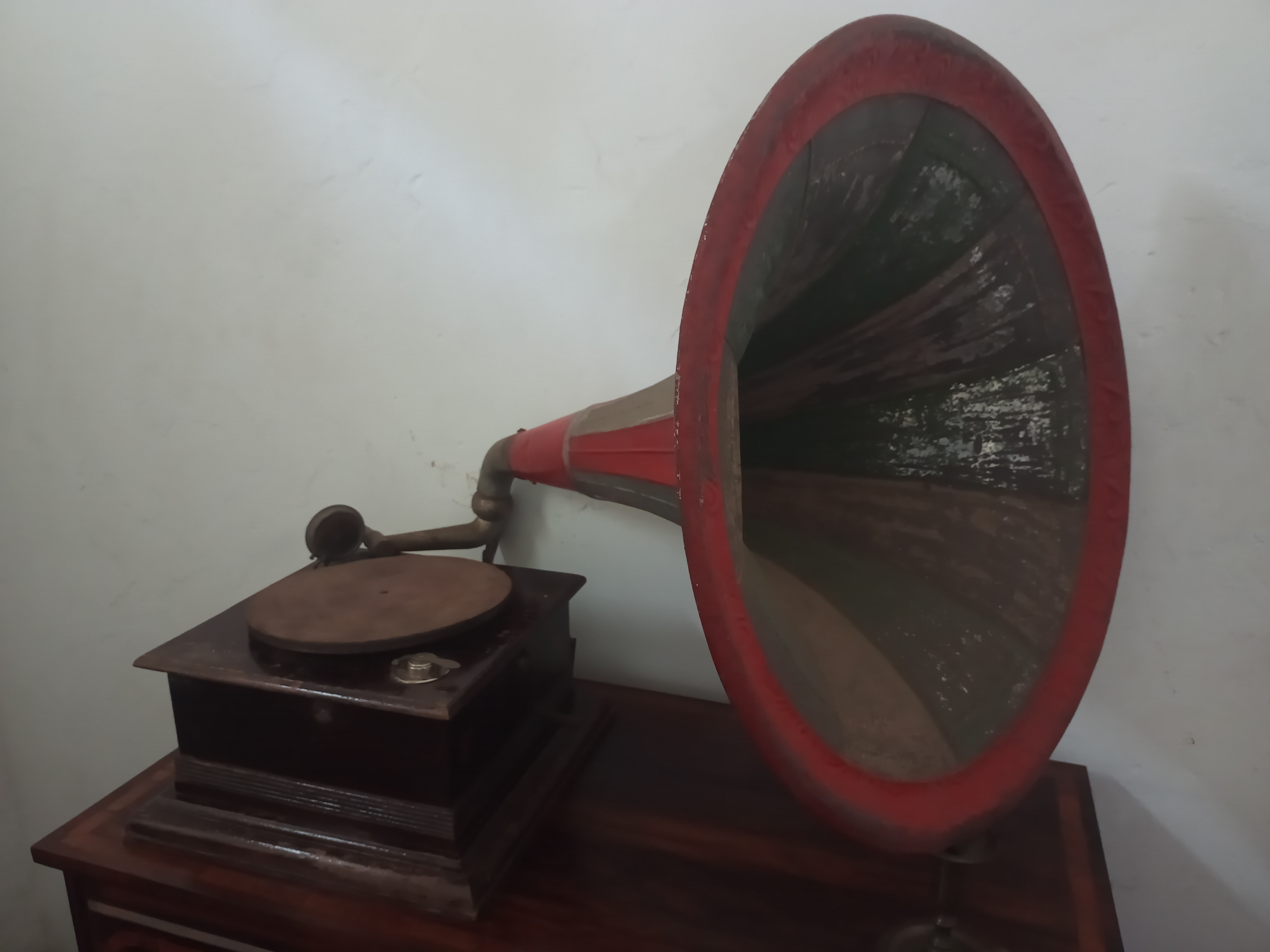

アイドラー駆動方式（アイドラードライブ/リムドライブ）
モーター軸とプラッター内周（リムの部分）の間にアイドラー（外周がゴムの円盤）を押し当て、減速しつつ回転を伝える方式。
多くの場合、モータ軸には径が段階的に変わるスリーブが取り付けてあり、アイドラーの接する位置を機械的に変えることで減速比を変え、回転数を切り替えられるようになっている。電源周波数（50 Hz または 60 Hz）に同期して回転するモーターを使用するものには周波数に対応する２種類のスリーブがあり、地域の電源周波数によって交換する必要がある。多段の回転数の切り替えが比較的容易にできるが、モーターの振動がプラッターのリムまで伝わりやすい。また、アイドラーを接触させたまま止めておくとアイドラーが変形して回転むらを発生するようになる。安価なプレーヤーに多用された方式だが高級品もあり、海外メーカーのガラード・ EMT などのビンテージ品は高価で取引されている。
ベルト駆動方式（ベルトドライブ）
モーター軸（プーリー）とプラッターの間にベルトをかけ、減速しつつ回転を伝える方式。
ベルトはプラッター外周に外から見えるように掛けるタイプと、段付きもしくは二重プラッターを用いて外から見えない位置に掛けるタイプがある。ほとんどの場合ベルトは材質にポリウレタンを配合した合成ゴムの弾性ベルトで、ベルト自体の弾性による張力で掛かっている。アイドラー駆動方式と同様に段付きプーリーを用いて回転数を切り替えるものもあるが、機械的にやや無理があるのでモーター側で回転数を切り替えるものが多い。ベルトがモーターの振動を吸収し、また伸縮により回転むらも吸収できる利点があるが、特定の周波数で共振し逆に回転むらを発生させる可能性もある。ベルトが伸びたり切れたり硬化する、あるいは最悪の場合、水分・湿度・高温などに由来する加水分解の影響でベルトがプラッターの内側やモーターのプーリーに粘着し、最終的にベルトが糊化し、溶けてしまうなどの経年劣化があるため、製造メーカーにもよるが、1年ごとを目安に新品のベルトに交換することが推奨されている。2024年現在、新品で購入可能なレコードプレーヤーの大部分はこの方式が主流となっており、低廉品から高級品まで幅広く用いられている。
ベルトの代わりに､伸び縮みの少ない糸を使った「糸ドライブ」も存在する。
直接駆動方式（ダイレクトドライブ）
モーター軸がプラッターを直接駆動する方式。電磁ドライブとも言う。 モーターが 33 1/3 rpm など目的の回転速度で回転し、減速や伝達のための機構を持たない方式である（プラッターがモーターの一部となった構造のものもある）。高速回転に起因する振動や伝達機構に起因する回転むらや経年劣化がない。しかしモーター自体が超低速で大トルクを発生し滑らかに回転しなければならないため、サーボ回路を用いた回転速度制御や極数の多い特殊なモーターが必要となる。1970 年当時は高級機のみだったが、日本では急速に低価格化が進み、 1970 年代中頃から 1980 年代にかけてレコードプレーヤー市場を席巻した。当初は DC モーターを採用するものと AC モーターを採用するものがあり、前者は駆動回路が簡単で済み、高効率で振動や発熱が少なく大トルクを発生させやすい、後者はトルクむらが少なく回転が滑らかなことが利点であるが、徐々に DC モーターが主流となった。トルクむらの一つであるコギングトルクのないスロットレス DC モーターも使用されるようになったが、 DC モーターの利点である効率が悪いとして使いたがらないメーカーもあった。直接駆動方式の欠点として、突然の大きな音（ピアノの立ち上がりなど）でレコード盤と針の間の摩擦が増えて回転速度が落ち、サーボ回路が回転速度を上げようとするためにピッチが不自然に揺らぐといわれるが、制御設計が適切であれば杞憂である。

### トーンアーム
カートリッジをレコード盤に対して適切な位置関係で保持しつつ再生する溝に追従してレコードの外周から内周に動かす機構で、針を溝に対して適切な力（針圧）で接触させる機構も有する。カートリッジ取り付け部と反対側の一端に設けた回転軸を中心にスイングする方式が主流で、アームを支えるベース部分とカートリッジを移動するためのアーム、カートリッジを取り付けるヘッドシェルと呼ばれる部分から構成される。アームとヘッドシェルの間をコネクタとしカートリッジ交換を容易にしたものがあり、オルトフォン社が提唱し後に共通規格となったヘッドシェルコネクタを備えた物をユニバーサル・トーンアームと呼ぶ。また、回転軸の替わりにレールを設け、アームが平行に移動するリニアトラッキング方式と称する方式もある（後述）。
針圧の調整にばねなどの能動的な圧力を使用する物をダイナミックバランス型、錘の調節により重力で針圧を得る物をスタティックバランス型と呼ぶ。
トーンアームで溝をトレースしつつ、針は溝の振動を拾うため、溝の内周への動きに相当する周波数をカートリッジで拾ってしまうとアームが溝をトレースできなくなる。レコード盤の反りに対しても対応が求められる。従って、カートリッジで再生できる周波数には下限があり、カンチレバーを含めた振動系のコンプライアンス（振動系の「追従性：柔らかさ」の指数）とアームのそれを適切に設定する必要がある。オイルによる制動機構、レゾナンスのキャンセル機構などの工夫をした製品も存在する。

#### スイングアーム方式
回転軸を中心に水平・垂直方向にスイングするアームにより針の盤面への接触と音溝への追従を行う。回転軸の抵抗を小さくすることは容易であるため、高級機から廉価品まで大多数の製品がこの方式である。
アームの形状は「S字」「J字」「ストレート」に大別される。J字やS字の形状はそのアームの形状により先端カートリッジ中心軸をトーンアーム中心軸に対して若干内側に向けるためである。ストレート型でもヘッドシェル部分が角度を持ってカートリッジを取付けるものが一般的である。この角度をオフセット角という。また、針先の位置はアーム支点からターンテーブル中心よりも遠くにオーバーハングする位置に調整され、オフセット角とともに後述するトラッキングエラーを軽減する働きがある。
トラッキングエラー
スイングするトーンアームによってカートリッジは音溝に対する相対角度がアームのスイングする角度分変化することになる。正しい角度との差をトラッキングエラー角という。
トラッキングエラーにより再生信号に歪みが生じるため前述のオフセット角とオーバーハングにより軽減するものが一般的である。より完全な対策として、カートリッジが常に音溝の接線方向を向くように専用の回転軸を持たせる方法も考案されている。
インサイドフォース
トーンアームにオフセット角が存在することにより、アームの支点と針先を結ぶ方向と針先が溝の摩擦により引っ張られる方向にズレが生じ、アームがターンテーブル内側、即ち中心方向へ引き寄せられる力が働く。この力をインサイドフォースと呼ぶ。トーンアームにはこれを打ち消す機構が備わっているものがあり、これをインサイドフォース・キャンセラーまたはアンチ・スケートと呼ぶ。

#### リニアトラッキング方式
回転軸の替わりにレールを設けアームをスライド、針先をレコードの中心に向かって直線的に平行移動させる方式である。タンジェンシャル方式、または日本語で「直線追従方式」ともいう。
スイングアーム方式に比較して、音溝に対する相対角度が変化せずに平行移動するためトラッキングエラーが無く、この対策のオーバーハングもオフセット角によるインサイドフォースの発生も無いという利点がある。また、レコードを再生しながら針圧を変えることもできる。
スライド移動部分をレコード盤面上に設置することにより、本来の意味のトーンアーム部分を比較的短くもしくはほとんど無くすことが出来る。これはスライド質量を減らし動きやすくする効果もある。
アームの移動方法はモーターにより能動的に駆動するものと、音溝によって受動的に移動するものに分けられる。
受動型
スライド移動に対する摩擦抵抗を十分に低く抑えることで針先が音溝に導かれる力でアームも共に移動する。摩擦抵抗を減らすために、特に高精度のベアリングや空気浮上式のエアベアリングなどが使用される。
能動型
センサーにより位置検出を行いアームを能動的に駆動するサーボ機構により音溝に追従する。アームが傾くことによる機械的スイッチによるものからレーザーセンサーによるものまでその精度は様々である。高精度になるほど理想的なトラッキング位置を保つことが出来るが、レコード盤の偏心に過敏に反応しないような調整も必要になる。

### ピックアップ（カートリッジ）

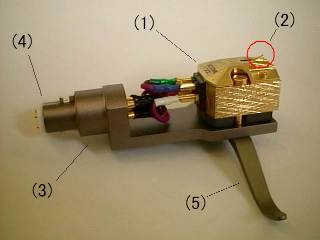
カートリッジ：写真のものはカートリッジ本体 (1) がヘッドシェル (3) に取り付けられているが、ヘッドシェル一体型のカートリッジもある。 (2) がカンチレバーとスタイラスチップ（針先）の部分。 (4) はトーンアームとのコネクタ部分。 (5) は指掛け。

レコードに刻まれた音溝の振幅を電気信号に変換する機構（「ピックアップ」）。「ピックアップカートリッジ」「フォノカートリッジ」とも呼ばれる。実際には「カートリッジ」と呼ばれることが多く、単に「カートリッジ」では意味不明な場合に「ピックアップカートリッジ」とか「フォノカートリッジ」と呼ばれることが多い。
レコードの音溝を実際に電気信号に変換する部分で、レコードプレーヤーの他の部分は単にこのカートリッジの補助をしているにすぎないとも言える。そのためカートリッジが再生音に与える影響は大きく、カートリッジを高級なものに交換すると再生音が一変することが多い。また高級なカートリッジ同士でも特徴があるため、カートリッジを交換して違いを楽しむことが普通に行われる（普及型レコードプレーヤーではカートリッジが交換できないものもある）。
カートリッジで最も一般的な互換規格は IEC ならびに JIS に準拠したもので、 12.7 mm (1/2 in.) 間隔の取り付け孔を持ち、自重などが適合範囲内であればユーザーが自由に交換可能である。ただし取り付け孔寸法以外の寸法や自重、針圧などまちまちであり、必ず使用できるとは限らないばかりか、取り換えた場合いちいち調整しなければならず、ある程度面倒なものである。1979年に松下電器（現パナソニック）が提唱した T4P 規格は、寸法や自重 (6 g)、針圧 (1.25 g) が標準化されており、またプラグイン方式で配線をつなぐ手間もなく、無調整で交換可能である。しかしこれは IEC/JIS と互換性がなく、現在では T4P 規格のカートリッジ自体が少なくなってしまった。
カートリッジは音溝をトレースするスタイラスチップ（針先）とこれを支えるカンチレバー、機械的な振動を電気信号に変換する機構、電気信号接続用のピンで構成される。ピンはステレオの場合は通常 4 本 (L+, L-, R+, R-)、モノラルの場合は通常 2 本 (+, -) となる。
スタイラスチップ（針先）は、ダイアモンド、ルビー、サファイアなどの硬度の高い物質で作られており、断面の形状は、円形、楕円形、ラインコンタクト等がある。特にラインコンタクトは1954年フランスのレコード・メーカーパテ・マルコーニ（Pathé-Marconi：現在のフランスEMI）で考案された「深さ方向に大きい曲率と、小さな実効針先曲率で音溝に接触させて諸特性を改善する」といった提案思想が、柴田憲男の4チャンネル針（別名「シバタ針」）で初めて実現化され、チャンネル・セパレーションや周波数特性で大幅な性能向上、およびスタイラスの長寿命化を実現した（4チャンネル方式（後述）では、30kHzをキャリアとするFM方式の差分信号を多重しているため、通常のレコードでは全く必要が無いような高周波まで伸びた特性が必要であるため）。
スタイラスチップの大きさはレコード盤の種類に合わせて適切なものを用いる。大きさによる種類では、SPレコード用（約3mil程度）、モノラルレコード用（約1mil程度）、ステレオレコード用（約0.7mil程度）の3種類がある。
スタイラスチップの寿命については、判定の基準として「曲率の変化、変化比を基準とする。再生歪みを基準とする。磨耗面の幅を基準とする。」方法が考えられるが、針先の形状や使用状況によって磨耗の状況が異なってくることから一概に「寿命は何時間程度」と定義するのは難しい。レコード盤面に接触するため機械的な摩耗や摩擦熱などにより消耗・摩滅する。消耗が進んだ針の使用はレコード盤を傷める原因となるため、一定時間おきでの交換が推奨される。
カンチレバーは、先端にスタイラスチップを装着した細長い棒で、スタイラスチップと反対側に発電機構を備える。スタイラスチップをレコード音溝に押し付ける機能と、音溝の振幅に正確に追従し電気信号に変換する2つの機能を持つ重要な部品である。カンチレバーの形状には、無垢棒、アングル、パイプ、テーパー形状などがある。カンチレバーのおもな材料は安価で加工が容易なアルミニュウムやジュラルミンなどの軽合金が用いられるが、高級品には高度な加工技術を必要とするが音響特性に優れたボロンやベリリウムが用いられる。
現在使用されている機械‐電気変換方式の主流は電磁型で、その中でも MM 型と MC 型の 2 種類がほとんどである。
MM (Moving Magnet) 型
カンチレバー後端部分に磁石を取り付け、カートリッジ本体に固定された磁気回路内に置く。磁気回路にはコイルが巻かれている。針先が動くと磁石が動き、磁気回路の磁束の変化をコイルに発生する起電力として取り出し、信号出力とする方式。
MC (Moving Coil) 型
カンチレバー後端部分にコイルを取り付け、カートリッジ本体に固定された磁石の磁場内に置く。針先が動くとコイルが動き、コイルに発生する起電力を信号出力とする方式。コイルは磁性体コアに巻かれているものと、そうでないものとがある。
簡単に言えばコイルが固定されていて磁石が動くのが MM 型、磁石が固定されていてコイルが動くのが MC 型である。
MM 型は MI (Moving Iron) 型から発展したものである。 MI 型とはカンチレバー後端部分に磁性材料を取り付け、磁石もコイルもカートリッジ本体に固定する方式である。なぜそんなことをしたかというと、昔は強力な磁石がなく、直接動かすには磁石が大きく重くなりすぎたからである。しかし強力な磁石が使えるようになると、カンチレバーに超小形の磁石を付けるだけで済み、また磁束の経路がカンチレバー後端から出て戻るだけで完結する MM 型はきわめて合理的な構造となった。しかし MM 型には特許があったため、 1980 年代までは MI 型もよく使われた。
MC型のほうが繊細で高音質とされる（製品によって傾向は異なる）。実際の製品では、MC型は出力電圧がMM型の1/10程度（0.2 - 0.5mV程度）のため、特に高出力を謳った製品でない限りはイコライザーアンプ（後述）の前段に低雑音の前段増幅器（ヘッドアンプ）または昇圧トランスを必要とする。また、スタイラスチップが磨耗した場合に、構造上MM型がスタイラスチップとカンチレバーを含めた「レコード針」のみの交換であるものが多い（高級品やT4Pカートリッジの一部に全体交換のものもあり）のに対し、MC型はカートリッジ全体の交換となるため、交換時の費用はMC型のほうが大きくなる。このように、コスト的にはMMに分があるため、一般用の製品はほとんどMM型である。
かつてはMC型でも、発電機構そのものを交換針と一体化した設計や、発電機構の位置を工夫させて交換針のみを単独とする設計などで針交換が出来る機種があったが、前者の場合電気接点が1ヶ所増加し、後者の場合構造が複雑となる欠点があり、その種類は少なかった。また、MM型でも放送局での使用を目的として、MC型との互換使用（MC用ヘッドアンプや昇圧トランスを接続したまま使用）を可能とした低出力型があった。
そのほか、安価なプレーヤー用には、圧電素子を用いるセラミックカートリッジやクリスタルカートリッジがある。これらは出力が大きく、変位比例型の特性をもつことからイコライザーアンプを省略することができ、コストを下げられるという利点がある（ただし、高音域の特性が劣ること、温度や湿度の影響が大きい、歪みが多いなどの問題点もあり、最近では一部の廉価な機器以外は全く用いられなくなった）。また、（ウェザーズやスタックス、東芝より商品化されていた）スタイラスの振動に伴う静電容量の変化を用いたコンデンサ型や、マグネットを固定し鉄片が振動するIM (Induced Magnet) 型、MI (Moving Iron) 型、VR (Variable Reluctance) 型も作られた。
1960年代末頃に、光電素子を用いた発電方式のカートリッジがトリオ（現・JVCケンウッド）・東芝（現・東芝エルイートレーディング）・シャープから発売されていたが、短命に終わり久しく途絶えていた。2014年にDS Audioにより、1960～70年代当時には難しかった課題を現代の技術で克服した光電式カートリッジが復活した。

#### レコード針生産の縮小と復興
2000年代からレコード針を生産するメーカーが激減し、カートリッジや消耗品である交換針の入手は「ナガオカトレーディング」で生産・販売する互換針と自社ブランドのカートリッジや、放送局で使われるDENON製MC型カートリッジ「DL-103」、など一部数機種を除き困難になっていた。海外メーカーのDJ向け機種（スクラッチプレイのために耐久性を上げたもので、基本的に普通のものと変わらない）が楽器店などで販売される他は、マニア向け高級品の流通在庫が細々と一部のオーディオ専門店やインターネットオークションで販売されている状況となり、一時期、普及型のプレーヤーの交換針は入手が絶望的な状況とさえ言われたが、2010年代以降のレコード再復興により前述のナガオカトレーディング、日本精機宝石工業(JICO)、アーピス・ジャパンなどが、互換針・針一体カートリッジの製造・販売を継続して行っている。なお、1970年代の一時期に生産されていた4チャンネル針（考案者の柴田憲男の名からシバタ針とよばれる）旧製品の単体交換針としては高価であるが入手は可能である。なお1982年並木精密宝石によってマイクロリッジ針という4チャンネル針が開発されたが、カートリッジメーカにおいては一部の高級品に採用されている。

#### 4チャンネル方式
1970年代前半の一時期に流行した4チャンネルステレオの方式の中に、差分信号を30kHzをキャリアとしてFM方式でレコードに多重記録する方式があり、通常のレコードにはほとんど記録されていない高周波・高振幅の音溝を低歪で再生することが要求される。これらのレコードを再生するには対応したカートリッジおよびレコード針が必要になる。

#### レーザーピックアップ
レーザー光により非接触で音溝を読み取る方式。1990年代に入るとレーザー光を利用してアナログレコードの再生を行うプレーヤーが登場した。基礎開発は米国シリコンバレーのベンチャー企業だったが、エルプがパテントを買い取り実用化した。各世界の放送局や図書館、又は愛好家が利用している。針を盤面に接触させないので磨耗がなく、多少痛んだ盤面や、保存状態が悪く、レコード針ではハムノイズや音とびしてしまうような大幅に反った盤でも再生が可能であり、回転数も任意に調整可能でLP・SP・ドーナツ盤の別なく再生可能であるメリットはあるが、レーザー光を透過してしまう半透明なソノシートや、青盤・赤盤等を含むクリア盤は再生できない。

### 筐体（キャビネット）
ターンテーブルとトーンアームとを機械的に結合しレコードプレーヤーとする土台。ターンテーブルとトーンアームは位置関係が固定されなければならないので固い一体の部材に取り付けられるが、床を伝わってくる振動や音響による振動を防止するために、筐体を二重構造としターンテーブルとトーンアームを取り付けた部材をばねやゴムで浮かす方式や、逆に単一の重量のある頑丈な筐体とする方式などがある。底面の足はばねやゴムを内蔵し振動を吸収するインシュレーターとすることが一般的である。

### 付属機構
- トーンアームの上げ下げには、レコードの溝を傷つけたりカンチレバーにストレスを与えないように操作するのにコツが要るが、その扱いを少しでも容易にするためにアームリフターという機構が付属している事は通例である。また、モーター制御で針先を自動的にレコード盤の外周部や任意の場所（一部機種では任意の曲の頭）に降ろしたり、再生終了あるいは任意の時点でアームを上げて元の位置に戻す機構（オートリターン）を備えたプレーヤー（オートプレーヤー）も多い。アームに触れずに全ての操作が可能な機種を「フルオートプレーヤー」、オートリターンのみの機種を「セミオートプレーヤー」と呼ぶ。反してオート機能の付いていないプレーヤーを特に「マニュアルプレーヤー」と呼ぶ事もある。オーディオマニア用には、余計な機構は好まれないため、アームの上下だけを行うアームリフターのみを装備するのが普通である。
- ほとんどのプレーヤーがターンテーブルの回転数を切り替える仕組みを持つが、回転数が電源周波数に影響される機種では、使用する地域によってモーター回転数を補正するための機構を持っていた。さらに、回転数の微調整（ピッチコントロール）が可能な機種もある。モーターに加える電圧や発振周波数を変化させることによるものが一般的だが、一部の機種には機械的に微調整を行うものもあった。
- 1960年代後半まで（一部のメーカーでは1980年代まで）は複数のレコードを連続演奏することが可能な機種も存在した（オートチェンジャー、ジュークボックス）。一般家庭向けのオートチェンジャーでは特殊な長いスピンドルを装着してレコード（主にLPレコード、初期に45回転専用プレーヤーでは太いスピンドルを使用）を宙に浮かせるように重ね合わせ、1面の演奏が終了するごとに1枚ずつターンテーブル上に落下させる機構が用いられた。店舗内演奏用のジュークボックス（オートチェンジャー機能は必須）においてはアーム（トーンアームではない）によりシングルレコード（古くはSP盤）を交換する機構が用いられた。
- 欧米ではかつて車載用レコードプレーヤーが売り出された（モハメド・アリが所持していた）。

## 関連機器

### フォノイコライザー

RIAA イコライザーカーブ
青点線：録音時
赤線：再生時

SP 盤時代における各社の録音イコライザー特性

RIAA 規格統一前における各社の録音イコライザー特性

ダイナミックレンジを有効活用するため、カッティング時に周波数特性に対しエンファシスが施される。したがって再生時には等化（イコライズ）が必要となり、またピックアップ出力はほとんどの場合微弱なので増幅が必要で、ピックアップ出力を受ける等化特性を持ったアンプはフォノイコライザーと呼ばれる。
カッターの特性は入力信号と速度が対応する速度形だが（正確には補正によってそう見えるようにしている）、この特性のままカッティングすると低域ほど振幅が大きくなり、カッターの振幅限界を超えたり再生時のトレースが困難になる上に、隣接する音溝と接しないよう音溝ピッチを広くとらなくてはならず、また垂直方向の振幅も大きくなるので音溝を深く切ると音溝自体も太くなり、記録できる時間が短くなる。一方、高域では振幅が小さくなり、 S/N が悪化する。このためカッティング時に 6 dB/oct. で高域をブーストし、周波数に対してほぼ定振幅となるようにする。ただし完全に定振幅にすると高域で速度が上がり過ぎ、音溝を切ることが物理的に不可能になったり、再生時のトレースが不可能になったりするので、完全な定振幅ではなくやや高域を抑えた特性とするのがよい。各レコードレーベルともおおむねそのような特性でカッティングしていた。しかしモノラル時代はその特性が統一されておらず、再生時にレーベルに合わせてイコライザー特性を切り替える必要があった。
しかし RCA が1952年から使い始めた "New Orthophonic" イコライザー特性と同じものが翌1953年に RIAA により推奨され、 45/45 ステレオレコードに関してはこの RIAA イコライザー特性に統一された。現在市販されているフォノイコライザーの特性は基本的にこの RIAA イコライザー特性である。
上述のように音溝は周波数に対しほぼ定振幅で切られているので、振幅に対応した出力を出す振幅形のピックアップを使えばイコライザーの補償量が少なくて済む。振幅形の圧電型ピックアップは負荷インピーダンスを選ぶことでほぼ等化できてしまう上に出力電圧が大きいのでアンプが非常に簡単で済み、安価なポータブル電蓄などに賞用された。もっと高級なものでは圧電型ピックアップカートリッジ内にバッファアンプを内蔵したものも作られた。コンデンサ型・光電型・半導体型ピックアップなども振幅形で、やはりイコライザーの補償量が少なくて済んだが、これらは電源が必要な上に相互に互換性がなかった。
これら振幅形のピックアップに標準となりうる実力があったかなかったかは議論のあるところだが、史実としてコンポーネントステレオでは MI 型・ MM 型・ MC 型など速度形の電磁型ピックアップが標準となり、アナログレコード時代のアンプは電磁型ピックアップ用のフォノイコライザーを内蔵し、レコードプレーヤー接続専用のフォノ入力端子を備えるのが普通となった（フォノ入力端子とは内蔵フォノイコライザーの入力端子そのものである）。
しかし記録媒体がレコードから CD に移行すると、アンプからフォノイコライザーが省略されるようになった。単体のフォノイコライザーも現れたが、むしろレコードプレーヤーがフォノイコライザーを内蔵するようになった。さらにはレコードプレーヤーでデジタルデータ化を行う、 USB 端子を備えたものも現れた。
フォノイコライザー入力は一般のオーディオ入力より高感度なので、レコードプレーヤー以外の機器やフォノイコライザーを内蔵するレコードプレーヤー（フォノイコライザー出力は一般のオーディオ出力となる）を接続すると歪んだ大音量が出てスピーカーなどを損傷する恐れがある。フォノイコライザーを内蔵するレコードプレーヤーも内蔵フォノイコライザーをスルーさせれば内蔵していないレコードプレーヤーと同等になるが、設定を間違えないようにしなければならない。
MM 型などのカートリッジは負荷インピーダンスにより高域特性が変化する。そのため入力抵抗を切り替えられるフォノイコライザーもあるが、 MM 型では 47 kΩが標準である。負荷容量によっても特性は変化するが、入力容量を切り替えられるフォノイコライザーはあまりない。負荷抵抗はフォノイコライザーの入力抵抗と同一とみなせるが、負荷容量はフォノイコライザーの入力容量に接続ケーブルの容量が加わることになるので注意が必要である。
MC 型カートリッジの出力電圧は通常 MM 型カートリッジのさらに 1/10 (−20 dB) 以下であるため、 MM 型用フォノイコライザーを使用する場合はフォノイコライザーの前に昇圧トランスもしくはヘッドアンプを接続する必要がある。なお、よく誤解されているが、昇圧トランスに記されている一次側インピーダンスの値（10 Ωなど）は適合する MC 型カートリッジのインピーダンスの値であり、昇圧トランスの入力インピーダンスの値ではない。入力インピーダンスの値は通常その 5 倍以上ある。ヘッドアンプや MC 型用フォノイコライザーの入力インピーダンスは 100 Ωが標準である。
多くの場合、レコードプレーヤーにはアース端子またはアース線が付いているが、これは保安のためのアースではなく雑音防止のためのアースである。通常はフォノイコライザーのアース端子に接続するが、別体の昇圧トランスやヘッドアンプを使用する場合はそちらのアース端子に接続し、昇圧トランスやヘッドアンプのアース線をフォノイコライザーのアース端子に接続する。ただしフォノモーターのアースはフォノイコライザーのアース端子に接続する。

## 主要ブランド

### 現行ブランド（括弧内は実際の製造事業者）
- DENON （デノン コンシューマ マーケティング）- CD登場以降も撤退することなくプレーヤーの製造販売を継続している。かつては放送局用機器の開発成果を生かした高級機を得意とした。
- Luxman（ラックスマン） - 2011年に28年ぶりの新製品PD-171で再参入。高価格のモデルが中心。
- TEAC（ティアック） - 2014年より新製品を相次いで投入し豊富なラインナップを持つ。米VPI社製プレーヤーの日本代理店業務も行う。
- Technics（パナソニック〈二代目〉） - 2016年にSL-1200GAEを限定発売し6年ぶりに再参入。10万円台前半～100万円台後半の比較的高価格のモデルが中心。
- SPEC - 2010年設立の日本メーカー。
- SONY（ソニー〈二代目〉） - PS-LX300USBの1機種のみとなっていたが2016年に上位機PS-HX500を追加。
- YAMAHA（ヤマハミュージックジャパン） - 2018年10月に再参入。
- audio-technica - カートリッジのメーカーであり、かつては自走式トイプレーヤーなどが多かったが、近年は本格的なプレーヤーも展開している。
- inMusic（英語版） - ION AUDIOブランド、AKAI professionalブランドで数機種を発売している。
- THORENS - スイスの老舗音響機器メーカー。多彩なラインナップを持つ。
- エルプ（英語版） - レーザーターンテーブルを製造販売している。
- Pro-ject（英語版） - 1991年に設立されたオーストリアのメーカー。
- AudioComm - 低価格なスピーカー搭載の一体型システムを展開。
- Pioneer DJ - 2014年に「PLX-1000」を発売、2016年には廉価モデルの「PLX-500」を投入。
- JICO 日本精機宝石工業株式会社 -約2,200種類を日本国内で一貫生産しており、廃番になったレコード針の修理サービスを行っている。
- とうしょう - ポータブルモデルやFM/AMチューナー・カセットデッキ・CDレコーダー併載モデルなど多彩なラインナップを展開。
- 小泉成器 - レコードプレーヤー・CDプレーヤー・USBメモリーレコーダー・ワイドFM対応FMチューナー一体型ミニコンポ「SAD-9801」を2017年2月に発売。
- Bearmax（クマザキエイム） - 小型ポータブルモデル「フォノクリッパー」から一体型コンポ（CDプレーヤー・ラジオ・USB/SDレコーダー・カセットデッキ併載モデル）まで多彩なラインナップを展開。

### 撤退メーカーないしはブランド
- aiwa（アイワ〈二代目〉） - 2018年2月にAPX-BUE100を発売したが、早々に生産終了。
- ONKYO（オンキヨーホームエンターテイメント、現・オンキヨーテクノロジー/ティアック） - 2015年にPX-55F以来30年ぶりの新製品CP-1050で再参入したが2022年5月の経営破綻によりそのまま撤退。
- Pioneer（ホームAV事業部、現・オンキヨーテクノロジー/ティアック） - PL-J2500は2015年のオンキヨーグループ（→オンキヨー&パイオニア→オンキヨーホームエンターテイメント→オンキヨーテクノロジー）への事業譲渡に伴う引継ぎは行われずそのまま撤退。ブランドとしては上述のPioneer DJ販売のプレーヤーで復活。
- Vestax - 2014年12月破産。ポータブル、リスニング用も展開していた。
- KENWOOD（JVCケンウッド） - P-110が2013年に生産終了。前身のトリオ時代からCD全盛の1980年代末期まで精力的な開発を続けた。
- marantz（ディーアンドエムホールディングス） - TT-15S1が2013年に日本国内向け生産終了。海外では複数の機種が販売されている。
- TDK Life on Record（現・グラスブリッジ・エンタープライゼス） - 2011年にSP-XA2002で参入したものの2年余で生産終了。
- EXEMODE - 2011年にエグゼモード単体による製品開発と販売事業を中止した。
- Victor（ただし海外向けはJVC〈NIVICO〉）（日本ビクター、現・JVCケンウッド）- AL-E350を最後に撤退したとみられる。1995年にHMVシリーズQL-V1を発売した。
- MICRO - かつての名門ブランドであったが1990年代に入るとメーカーとしての活動は停滞。
- MELCO（メルコホールディングス） - オーディオ機器メーカーとして創業、1978年に糸ドライブの3533を発売。後にPC周辺機器中心となるが、2010年代に入りネットワークオーディオの新ブランド「DELA」を立ち上げ、オーディオに再度参入。
- Aurex - かつて東芝が主にピュアオーディオ機器に使用していたブランド。末期はケンウッドとの共同開発となっていた。その後、2016年春より同社の子会社の東芝エルイートレーディングから販売されるプレミアムゼネラルオーディオのブランドとして復活を果たした。
- DIATONE - 三菱電機のオーディオブランド。縦型プレーヤーなどで存在感を放った。
- Lo-D - 日立製作所のオーディオブランド。モーター、IC、物性工学など日立の総合力を活かした製品を展開。
- OTTO - 三洋電機のオーディオブランド。1970年代には生活家電メーカーも音響機器に参入し独自のアイデアを競っていた。
- NOVAC - 元々はパソコン周辺機器メーカーだが、その一環としてデジタル変換機能つきプレーヤーの販売に参入した。2018年12月28日付で東京地方裁判所より破産手続の開始決定を受け倒産。